# Gaetano Merola
Gaetano Merola (Napoli, 4 gennaio 1881 – San Francisco, 30 agosto 1953) è stato un direttore d'orchestra e pianista italiano naturalizzato statunitense, fondatore della San Francisco Opera.

## Biografia
Merola nacque a Napoli, figlio di un violinista, e studiò pianoforte e direzione d'orchestra al Conservatorio San Pietro a Majella. 
Emigrò negli Stati Uniti nel 1899 divenendo assistente al direttore d'orchestra al Metropolitan Opera di New York. 
Con lo stesso ruolo lavorò presso la Henry Wilson Savage opera company a Boston e con la San Carlo Opera Company. 
Oscar Hammerstein lo indirizzò come direttore del coro alla Manhattan Opera Company del Manhattan Center dove rimase fino al 1910. 
Si trasferì a Londra dove fu  direttore d'orchestra alla London Opera House  prima di ritornare a New York come direttore di operette. 
Merola diresse le prime esecuzioni di sette produzioni fra le quali Naughty Marietta di Victor Herbert, The Firefly di Rudolf Friml con Melville Stewart e Maytime di Sigmund Romberg oltre a The Geisha di Sidney Jones e Lionel Monckton nel 1913 a New York.

### Gli anni di San Francisco
Mentre era in tournée con la San Carlo Opera iniziò a fare delle visite annuali a San Francisco. 
Ebbe così modo di ascoltare Luisa Tetrazzini, da poco giunta negli Stati Uniti, alla Tivoli Opera House nel 1904 e la raccomandò a Oscar Hammerstein I. San Francisco aveva avuto una lunga tradizione di teatri d'opera sin dal tempo della corsa all'oro. 
Valutando il potenziale della città come centro dell'opera lirica negli Stati Uniti dell'ovest, Merola decise di stabilirsi a San Francisco e costituì la sua prima compagnia nel 1923 che realizzò una stagione estiva allo stadio della Stanford University, con un uditorio potenziale di 30.000 spettatori, presentando Carmen, Pagliacci e Faust. 
Anche se la prima stagione terminò in deficit, tentò l'anno successivo, adattando il Civic Auditorium alla rappresentazione di opere. 
Riuscì a convincere 2.000 investitori locali a versare delle quote da investire nella sua compagnia. 
Dal 1927 presentò la prima a San Francisco di Tristano e Isotta e la nuova Turandot, e negli anni seguenti, Falstaff, La fanciulla del West e I maestri cantori di Norimberga.

### War Memorial Opera House
Per anni a San Francisco si discusse della costruzione di un nuovo teatro d'opera. Gli esiti della prima guerra mondiale avevano fatto accendere il desiderio di onorare gli eroi di guerra della città con un memorial che ricordasse i caduti in guerra, con la costruzione di un museo. Alla fine si decise di costruire due edifici in stile palladiano. Uno avrebbe ospitato un museo con una sala dedicata ai veterani di guerra e l'altro sarebbe stato la nuova sede del San Francisco Opera di Merola. Nel 1927 vennero acquistati due lotti di terreno da parte della municipalità e vennero stanziati i fondi per la costruzione. Nell'ottobre del 1931, quando si diede avvio alla costruzione, irruppe la grande depressione e conseguentemente i costi di costruzione si ridussero in maniera drastica. I due edifici vennero quindi completati entro l'anno con un costo di 5,5 milioni di dollari.
La War Memorial Opera House aprì il 15 ottobre 1932 con una produzione inaugurale di Tosca con protagonista Claudia Muzio, seguita, alcuni giorni dopo, da una Lucia di Lammermoor cantata da Lily Pons. Con il nuovo teatro, la società di Merola crebbe rapidamente nel primo decennio di attività, e venne presentato per la prima volta L'anello del Nibelungo di Richard Wagner, nel 1935 con protagonista Kirsten Flagstad e direttore Fritz Reiner nel 1936-39 e Erich Leinsdorf nel 1938-41.
Merola decise allora di aumentare il numero delle rappresentazioni aggiungendo una tournée a Los Angeles. Creò così una società con la Los Angeles Grand Opera, con la quale aveva fatto delle tournée dal 1924 al 1931. Con l'apertura del War Memorial nell'ottobre 1932, Merola raggiunse un accordo con l'impresario di Los Angeles arts, L.E. Behymer, per la presentazione dei più rinomati cantanti della San Francisco Opera in una breve stagione a Los Angeles. Così a Los Angeles cantarono Muzio e Bonelli in La traviata e Il trovatore Lily Pons in Lucia e Rigoletto, appena qualche giorno dopo il loro debutto a San Francisco. Altri lavori proposti furono poi The Bartered Bride con Elisabeth Rethberg e Le Coq d'Or nel 1934. Nel 1937, Merola decise per una lunga stagione annuale a Los Angeles allo Shrine Auditorium. La prima stagione vide cantare Lauritz Melchior e Kirsten Flagstad in Tristano e Isotta sotto la direzione di Fritz Reiner, Melchior in Lohengrin, Pons e Ezio Pinza in Lakmé, Gina Cigna e Giovanni Martinelli in Aida e Maria Jeritza in Tosca. Il risultato fu una sequenza ininterrotta di stagioni a Los Angeles fino al 1965.

### Gli ultimi anni
Nel 1943, Merola iniziò la collaborazione con Kurt Herbert Adler. Adler era stato assistente di Toscanini a Salisburgo nel 1936 ed era giunto negli Stati Uniti nel 1938. La rinomanza del teatro cominciò ad attrarre nuovi cantanti, spesso prima che debuttassero presso i maggiori templi della lirica. Giunsero così, dopo la fine della seconda guerra mondiale, Tito Gobbi, Ferruccio Tagliavini, Elena Nikolaidi, Renata Tebaldi e Mario del Monaco.
A seguito del declino della sua salute e delle energie, Merola iniziò a rallentare il suo lavoro appoggiando il maggior peso della stagione sul nuovo direttore Adler, anche se rimase a capo della compagnia fino alla sua morte avvenuta nel 1953.
Egli morì mentre dirigeva una rappresentazione di Madama Butterfly al Sigmund Stern Recreation Grove, un anfiteatro all'aperto nei pressi di San Francisco, dove si tenevano concerti estivi sin dal 1938.

### Merola Opera Program
Dopo esser succeduto a Merola come direttore generale della compagnia, Kurt Herbert Adler diede vita al San Francisco Opera's training program per cantanti e direttori nel corso della stagione 1954-55. Nel 1957, il programma venne ufficialmente denominato Merola Opera Program, in onore del fondatore Gaetano Merola. Il Merola Opera Program si occupa della realizzazione di stages di undici settimane, tutte le estati, per cantanti e direttori d'orchestra, ed i diplomati hanno la strada spianata verso importanti carriere nel mondo dell'opera lirica.